# شهرستان همیلتون (اوهایو)
شهرستان هملتون، اوهایو (به انگلیسی: Hamilton County, Ohio) یک سکونتگاه مسکونی در ایالات متحده آمریکا است که در اوهایو واقع شده‌است.